# Мадисън (окръг, Мисисипи)
Вижте пояснителната страница за други значения на Мадисън.
Окръг Мадисън (на английски: Madison County) е окръг в щата Мисисипи, Съединени американски щати. Площта му е 1922 km², а населението - 74 674 души (2000). Административен център е град Кантън.